# The Frenchies
The Frenchies, parfois appelé Les Frenchies, ou abrégé Frenchies, est un groupe de glam rock français, originaire de la banlieue parisienne. Le groupe est bien accueilli par la presse spécialisée locale. Il est formé en 1973 et ne compte qu'un unique album studio intitulé Lola Cola. Après le départ de la chanteuse Chrissie Hynde et de son fondateur, Michaël Memmi, le groupe se sépare en 1975.

## Biographie
Le groupe se forme vers 1973 en banlieue parisienne autour de Michaël Memmi, Morgan Davis et Linn Lingreën, qui s'adjoignent Olivier Legrand, dit Kiss Olivier, et Jean-Marie Poiré, dit Martin Dune. Le groupe s'achète une maison à Villejuif, dans le Val-de-Marne où ils commencent à répéter. Lors d'un entretien, Memmi explique que « le système Frenchies tournait alors à plein régime. Nous avions instauré autour de cette maison une ruche qui permettait de faire tourner la boutique ! Tout ou presque était financé par des vols de motos, un peu de trafic de came, des histoires de faux chèques, etc. Tous les vendredis soirs, un de nos potes arrivait de Londres par le train avec, dans son sac, un paquet de coke que nous divisions en pleins de petits paquets une fois rentrés à la maison. Ce n’était pas vraiment rentable puisque l’on s’en mettait la moitié à chaque fois ! Plus d’une vingtaine de personnes vivaient là et nous disposions de tout l’équipement nécessaire ainsi même que des roadies pour monter un groupe crédible. »
Une réputation se construit au fil des concerts sur leur look et leur démarche, encouragée par la frange protopunk des critiques rock français comme Alain Pacadis. En 1973, le magazine Rock & Folk lui consacre plusieurs pages le considérant comme « le premier groupe français qui ose se présenter comme un groupe de rock. »
Le groupe signe avec Harvest Records, une filiale d'EMI.
Dès lors ils entrent au studio de Boulogne-Billancourt aux côtés du producteur britannique John Leckie pour enregistrer leur seul et unique album. Enregistré en 24 heures, Lola Cola est publié en 1974 chez Pathé-Marconi mais ne bénéficie que d'une promotion minimale. Il comprend des morceaux tels que Lana Turner Cheap Dreams et Incestuous Child. 
En plein milieu des accueils élogieux de la presse spécialisée locale, Martin Dune (futur réalisateur Jean-Marie Poiré) quitte le groupe pour se consacrer au cinéma en 1975. Pris par le temps, et prêt à jouer en première partie des Flamin' Groovies à l'Olympia, le groupe décide d'auditionner plusieurs remplaçants. Ils jettent finalement leur dévolu sur Chrissie Hynde, qui avait entretemps voyagé aux États-Unis avant de retrouver Michaël Memmi à la porte de son appartement à Paris. Hynde s'installe chez deux amis, à quelques pas de chez Memmi, et commence à répéter avec le groupe. Ils reprennent alors des morceaux comme You Can't Judge a Book by the Cover de Bo Diddley.
Ils recommencent à jouer sur scène et sont même rejoints par le guitariste Sean Tyla (ex-Ducks Deluxe qui formera le groupe Tyla Gang à la fin 1975). Hynde se met au chant pour quelques concerts. Le groupe est annoncé pour les 18 et 19 octobre 1975 aux halles de La Villette, Porte de Pantin, pour la Fête Rouge, un événement communiste, notamment aux côtés de Dr. Feelgood, Captain Beefheart, et John Cale. Ils sont assistés dans le public par Mick Farren, rédacteur du magazine britannique NME qui citera le groupe dans son article du 25 octobre 1975.
Le groupe se sépare à la suite du départ de Hynde, et celui de Memmi pour Londres, au Royaume-Uni. Lola Cola est réédité en 1999 par le label Jurassic Punk/FGL Productions.

## Membres
- Jean-Marie Poiré (Martin Dune) - chant (1973-1975)
- Michaël Memmi - basse
- Morgan Davis - guitare
- Linn Lingreën - guitare
- « Kiss » Olivier Legrand - batterie
- Chrissie Hynde - chant (1975)

## Discographie
- 1974 : Lola Cola (Pathé-Marconi ; réédité en 1999 par Jurassic Punk/FGL Productions)